# Janderson Pereira
Janderson Pereira (Quaraí, Brasil, 18 de febrero de 1989) es un futbolista brasileño, juega de volante por izquierda en el Club Deportivo Cobán Imperial de la Liga Nacional de Guatemala.

## Trayectoria
Janderson inició su carrera como futbolista a los 12 años en el Internacional de Porto Alegre, y luego pasó al Fondo Pasado, Cruzeirinho, ambos también del Río Grande. A los 18 años llegó al River Plate de Uruguay, hasta el 2014, año en que emigraría el fútbol ecuatoriano, específicamente en el Deportivo Azogues para luego ser contratado por el Delfín Sporting Club en el 2015.

## Clubes
| Club                          | País      | Año           |
| ----------------------------- | --------- | ------------- |
| River Plate                   | Uruguay   | 2009 - 2014   |
| Deportivo Azogues             | Ecuador   | 2014          |
| Delfín                        | Ecuador   | 2015          |
| Municipal                     | Guatemala | 2016 - 2017   |
| Deportivo Petapa              | Guatemala | 2017 - 2018   |
| Club Deportivo Cobán Imperial | Guatemala | 2018-2020     |
| Municipal                     | Guatemala | 2020-2021     |
| Club Deportivo Cobán Imperial | Guatemala | 2021-presente |

## Palmarés

### Campeonatos nacionales
| Título  | Club   | País    | Año  |
| ------- | ------ | ------- | ---- |
| Serie B | Delfín | Ecuador | 2015 |

### Campeonatos nacionales amistosos
| Título             | Club        | País    | Año  |
| ------------------ | ----------- | ------- | ---- |
| Torneo Preparación | River Plate | Uruguay | 2012 |